# Altus (Oklahoma)
Altus er en amerikansk by og administrativt centrum i det amerikanske county Jackson County, i staten Oklahoma. I 2000 havde byen et indbyggertal på 21.447.

## Ekstern henvisning
- Altus hjemmeside (engelsk)

34°38′38″N 99°19′36″V / 34.6439°N 99.3267°V